# Украденная жизнь
«Украденная жизнь» (англ. A Stolen Life) — фильм Кёртиса Бернхардта, экранизация произведения, автор которого — Карл Бенез.

## Сюжет
Художница Кейт Босуорт ждёт лодку, чтобы поехать на остров у побережья Новой Англии, где она должна встретить сестру и дядю. Она встречает Билла Эмерсона, с которым они едут в одной лодке домой и влюбляются друг в друга. Патрисия, являющаяся сестрой-близнецом Кейт, также испытывает чувства к Биллу и решает отбить его у сестры. Патрисии это удается, и они с Биллом вступают в брак. Однажды в результате несчастного случая во время морской прогулки на лодке Патрисия погибает, и Кейт, всё ещё любящая Билла, решает, что её единственный шанс на счастье — это назваться Патрисией. Все скорбят о погибшей Кейт, никто не замечает подмены, даже Билл.
Но каково же было разочарование Кейт, когда она узнала, что Билл уже давно не любит Патрисию, и между ними произошла размолвка. Под чужим именем, второй раз потерявшая любимого человека, загнанная в тупик проблемами, которые накопила Патрисия за свою жизнь, Кейт решает вернуться на остров у побережья Новой Англии. Хэппи-энд заключается в том, что Билл всё же догадывается, что Патрисия — это не Патрисия, а её сестра Кейт, и спешит на остров, чтобы встретиться с ней. Ведь, несмотря на брак с Патрисией, Билл всё равно продолжал любить Кейт.
Одна из лучших ролей Бетт Дейвис, сыгравшей героинь с противоположными характерами. Отдельного внимания заслуживает качество монтажа фильма, когда на экране одновременно присутствуют две Бетт Дейвис.

## В ролях
- Бетт Дейвис — Кейт Босуорт / Патрисия Босуорт
- Гленн Форд — Билл Эмерсон
- Дэйн Кларк — Карнок
- Уолтер Бреннан — Эбен Фольгер
- Чарльз Рагглз — Фредди Линлей
- Брюс Беннетт — Джек Талбот
- Пегги Кнудсен — Дидре
- Клара Бландик — Марта
- Эстер Дейл — миссис Джонсон